# Feștelița, Ștefan Vodă
Feștelița este un sat din raionul Ștefan Vodă, Republica Moldova.

## Demografie

### Structura etnică
Structura etnică a localității conform recensământului populației din 2004:
| Grup etnic                                               | Populație | % Procentaj  |
| -------------------------------------------------------- | --------- | ------------ |
| Băștinași declarați Moldoveni Băștinași declarați Români | 2842 7    | 99,09% 0,24% |
| Ucraineni                                                | 13        | 0,45%        |
| Găgăuzi                                                  | 2         | 0,07%        |
| Ruși                                                     | 1         | 0,03%        |
| Bulgari                                                  | 1         | 0,03%        |
| Alții                                                    | 2         | 0,07%        |
| Total                                                    | 2868      |              |

## Administrație și politică
Componența Consiliului local Feștelița (11 consilieri), ales la 5 noiembrie 2023, este următoarea:
|  | Partid                            | Consilieri | Componență | Componență | Componență | Componență | Componență | Componență | Componență | Componență | Componență | Componență | Componență |
|  | --------------------------------- | ---------- | ---------- | ---------- | ---------- | ---------- | ---------- | ---------- | ---------- | ---------- | ---------- | ---------- | ---------- |
|  | Partidul Social Democrat European | 11         |            |            |            |            |            |            |            |            |            |            |            |